# Jona Senilagakali
Jona Baravilala Senilagakali (né le 9 novembre 1929 et décédé le 26 octobre 2011), fut le Premier ministre des Fidji du 5 décembre 2006, date du coup d'État du contre-amiral Frank Bainimarama au 4 janvier 2007. 

## Biographie
Il fut intronisé le jour de la dissolution du Parlement, le 6 décembre. C'était un ancien médecin-chef de l'hôpital des armées. Le premier ministre déposé, Laisenia Qarase, et son épouse furent transportés vers leur île natale, au sud de l'archipel.

### Carrière politique
Deux jours après sa nomination, Senilagakali reconnaissait que le putsch était « illégal », même s'il était « préférable à l'ancien gouvernement corrompu ». Sur sa nomination, Senilagakali disait qu'il n'avait pas le choix : «  Quoi que me dise [Bainimarama], je le fais ».
À sa nomination au poste de Premier ministre, Senilagakali reçut un accueil particulièrement hostile lors d'une cérémonie de remise de diplômes à la Fiji School of Medicine.  Le Fiji Times rapporta qu'un homme dont le nom n'est pas précisé lui dit que sa participation à un gouvernement militaire fantoche était dégradante pour la prestigieuse école. Il partit avant le début de la cérémonie.
Bainimarama annonça la démission de Senilagakali le 4 janvier 2007 ; le président Josefa Iloilo, dont les pouvoirs avaient été restaurés par Bainimarama le même jour, nomma Bainimarama Premier ministre le lendemain. Senilagakali fut nommé ministre de la Santé le 8 janvier.